# Bitwa pod Polanami
Bitwa pod Polanami – zbrojne starcie, które miało miejsce 7 maja 1794 roku pod Polanami w czasie insurekcji kościuszkowskiej.
Oddziały rosyjskie wycofując się po bitwie pod Niemenczynem w kierunku Michaliszek, pod dowództwem płk. Kirijewa i ppłk. Luiza (1170 żołnierzy), złożone z niedobitków rosyjskiego garnizonu Wilna, połączyły się z idącym z Rygi przez Druję pułkiem muszkieterów płk. Diejewa oraz przybyłym z Postaw 1 baonem Estlandzkiego Korpusu Jegrów ppłk. Szilinga. Diejew, objąwszy dowództwo nad oddziałami (ok. 3,3 tys. żołnierzy), skierował wojska w kierunku Oszmiany. Komendant Wilna płk. Jakub Jasiński, chcąc zlikwidować zagrażające Wilnu oddziały rosyjskie, wyruszył 5 maja z częścią swej dywizji (ok. 3 tys. żołnierzy, w tym ok. 700 pikinierów i kosynierów) przeciw Diejewowi i 7 maja uderzył na jego obóz pod Polanami. Po kilkugodzinnym przygotowaniu artyleryjskim oddziały litewskie ruszyły do ataku. Diejew, na skutek zbytniego rozczłonkowania wojsk litewskich, zdołał odeprzeć ataki. Pod koniec trwającej ok. 6 godzin bitwy wycofała się część brygady Sulistrowskiego. Pod ogniem rosyjskim załamało się także natarcie piechoty tzn. pikinierów i kosynierów. Diejew, wykorzystując zamieszanie w ugrupowaniu litewskim, przeszedł do kontrataku, przerwał linie jego oddziałów i zdobył 3 działa. Płk. Jasiński cofnął się na trakt wileński i wycofał się do Wilna. Diejew nie podjął pościgu.
Straty litewskie ok. 90 żołnierzy i 3 działa, straty rosyjskie większe.